# Ectropothecium bingerianum
Ectropothecium bingerianum är en bladmossart som beskrevs av Brotherus och Jean Édouard Gabriel Narcisse Paris 1902. Ectropothecium bingerianum ingår i släktet Ectropothecium och familjen Hypnaceae. Inga underarter finns listade i Catalogue of Life.